# العملاق (أنمي)
العملاق مسلسل أنمي ياباني من إنتاج إستديو توي أنيميشن عرض لأول مره في 5 سبتمبر 1976 واستمر عرضه حتى 26 يونيو 1977 وتمت دبلجة المسلسل للغة العربية بواسطة مؤسسة الإنتاج البرامجي المشترك لدول مجلس التعاون الخليجي.

## روابط خارجية
- Magne Robo Gakeen's website in Toei Animation (in Japanese)
- Pictures and summaries of Magne Robo Gakeen's chapters  (in Italian)
- Super Robot
- العملاق على موقع IMDb (الإنجليزية)
- العملاق على موقع قاعدة بيانات الفيلم (الإنجليزية)
- العملاق على موقع ANN anime (الإنجليزية)